# Centre international d'etudes des textiles anciens
CIETA, Centre international d'etudes des textiles anciens, är en stiftelse som grundades 1954 vid ett möte av textilforskare i den gamla vävstaden Lyon i Frankrike dit även stiftelsens kontor förlades. Bland stiftarna ingick den i textila sammanhang välkända Agnes Geijer från Sverige.
Ändamålet var att få till stånd ett internationellt kontaktorgan för historisk textilforskning. En av de första arbetsuppgifterna var att skapa överensstämmelse mellan textiltekniska termer på olika språk.
Med hjälp av fackmän från olika språkområden kom man fram till en preliminär termsamling Nordisk Textilteknisk Terminologi som låg klar i en preliminär utgåva 1967 (NTT-67) med samsyn mellan främst Sverige, Danmark och Norge. Översättningar fanns till i första hand engelska och franska, men efterhand har tillkommit isländska, italienska, portugisiska, spanska och tyska. Särskild uppmärksamhet har riktats mot speciella termer i svensktalande Finland. I det sammanhanget har även termer på finska kommit in.
En oväntad upptäckt vid arbetet var att termbruket i brittisk engelska och amerikansk engelska är mer olika än man från början trodde.